# Dicranomyia immodesta
Dicranomyia immodesta är en tvåvingeart som beskrevs av Osten Sacken 1860. Dicranomyia immodesta ingår i släktet Dicranomyia och familjen småharkrankar. Inga underarter finns listade i Catalogue of Life.